# Persone uccise negli anni di piombo (1978)
Di seguito viene riportata una sintetica cronologia delle vittime provocate in Italia durante gli anni di piombo nel 1978.

## Vittime del 1978
| Data         | Nome comune                      | Località    | Responsabili | Vittime | Note |
| ------------ | -------------------------------- | ----------- | --- | --- | --- |
| 4 gennaio    | Omicidio di Carmine De Rosa      | Cassino     | Operai armati per il comunismo | Carmine De Rosa (capo servizi di sicurezza FIAT) | Ucciso al volante della sua auto mentre si sta recando al lavoro. Rimase ferito Giuseppe Rota. |
| 7 gennaio    | Strage di Acca Larentia          | Roma        | Nuclei Armati per il Contropotere Territoriale | Franco Bigonzetti e Francesco Ciavatta (FdG) | Uccisi da numerosi colpi d'arma da fuoco che li hanno colpiti alla testa e al torace. |
| 9 gennaio    | Omicidio di Stefano Recchioni    | Roma        | Edoardo Sivori (capitano dell'Arma dei Carabinieri) | Stefano Recchioni (FdG) | Durante la manifestazione di protesta per l'omicidio di Bigonzetti e Ciavatta viene ucciso dai carabinieri. Era «clinicamente morto» già dalla sera prima. |
| 20 gennaio   | Omicidio di Fausto Dionisi       | Firenze     | Prima Linea | Fausto Dionisi (poliziotto) | Ucciso in uno scontro a fuoco mentre un commando di terroristi preparava un'azione volta alla evasione di alcuni detenuti dal carcere di Firenze. |
| 14 febbraio  | Omicidio di Riccardo Palma       | Roma        | Raimondo Etro e Prospero Gallinari (Brigate Rosse) | Riccardo Palma (magistrato) | Nel processo Moro-quinquies Raimondo Etro, accusato di concorso nell'omicidio del giudice, fu condannato a 20 anni e 6 mesi. |
| 14 febbraio  | Attentato al Gazzettino          | Venezia     | Giampietro Montavoci (neofascista) | Franco Battagliarin (guardia giurata) | Battagliarin notò un congegno su un gradino esterno al palazzo della redazione e si avvicinò per rimuoverlo. In quello stesso istante l'ordigno esplose. |
| 28 febbraio  | Omicidio di Roberto Scialabba    | Roma        | Alessandro Alibrandi, Franco Anselmi, Francesco Bianco, Paolo Cordaro, Cristiano Fioravanti, Valerio Fioravanti, Dario Pedretti e Massimo Rodolfo (NAR)                                                                                       | Roberto Scialabba (Lotta Continua) | L'esecutore materiale è Valerio Fioravanti, mentre Cristiano Fioravanti viene riconosciuto mandante dell'omicidio. |
| 6 marzo      | Rapina all'armeria Centofanti    | Roma        | Daniele Centofanti (civile) | Franco Anselmi (NAR) | Centofanti, vittima della rapina, riesce a liberarsi e sparare contro il rapinatore. |
| 10 marzo     | Omicidio di Rosario Berardi      | Torino      | Vincenzo Acella, Cristoforo Piancone, Patrizio Peci e Nadia Ponti (Brigate Rosse) | Rosario Berardi (maresciallo di polizia) | Fu ucciso da un gruppo di quattro terroristi in corso Belgio alle 7:45, mentre aspettava il tram 7. |
| 16 marzo     | Agguato di via Fani              | Roma        | Rita Algranati, Barbara Balzerani, Franco Bonisoli, Alessio Casimirri, Raffaele Fiore, Prospero Gallinari, Alvaro Lojacono, Mario Moretti, Valerio Morucci e Bruno Seghetti (Brigate Rosse)                                                   | Raffaele Iozzino, Oreste Leonardi, Domenico Ricci, Giulio Rivera e Francesco Zizzi (agenti di scorta)                                                           | I brigatisti rapirono Aldo Moro, uccidendone la scorta. Due agenti – l'autista appuntato Domenico Ricci e il maresciallo dei carabinieri Oreste Leonardi – erano a bordo di una Fiat 130 blu, non blindata, altri tre – i vicebrigadieri di P.S. Raffaele Iozzino e Francesco Zizzi, e la guardia Giulio Rivera – su un'Alfetta che seguiva. |
| 18 marzo     | Omicidio di Fausto e Iaio        | Milano      | Ignoti estremisti di destra | Fausto Tinelli e Lorenzo Iannucci (attivisti del CSOA Leoncavallo)                                                                                              | Il giudice istruttore accertò che a compiere l'omicidio furono elementi dell'estrema destra romana in trasferta a Milano. |
| 11 aprile    | Omicidio di Lorenzo Cotugno      | Torino      | Vincenzo Acella, Cristoforo Piancone e Nadia Ponti (Brigate Rosse) | Lorenzo Cotugno (agente carcerario) | I terroristi lo aspettano sul portone di casa e gli sparano tutto il caricatore. Nonostante le ferite l'agente reagì sparando 7 colpi ferendo uno dei terroristi alla schiena. Un terzo uomo, sceso dalla macchina, gli sparò alle spalle.                                                                                                   |
| 20 aprile    | Omicidio di Francesco Di Cataldo | Crescenzago | Brigate Rosse | Francesco Di Cataldo (vicecomandante agenti di custodia del carcere di San Vittore)                                                                             | Ucciso in via Ponte Nuovo mentre andava a prendere l'autobus. |
| 4 maggio     | Omicidio di Roberto Rigobello    | Bologna     | Forze dell'ordine | Roberto Rigobello (Movimento proletario resistenza offensiva)                                                                                                   | Ucciso mentre tenta una rapina. |
| 9 maggio     | Omicidio di Aldo Moro            | Roma        | Germano Maccari e Mario Moretti (Brigate Rosse) | Aldo Moro (presidente della Democrazia Cristiana) | Prospero Gallinari e Anna Laura Braghetti svegliarono Moro e gli annunciarono che sarebbe stato liberato, inducendolo a distendersi nel bagagliaio di una Renault. Fu ucciso con una Skorpion cecoslovacca. A sparare fu Mario Moretti, con la complicità di Germano Maccari.                                                                |
| 9 maggio     | Omicidio di Peppino Impastato    | Cinisi      | Vito Palazzolo (affiliato a Cosa nostra) | Peppino Impastato (Democrazia Proletaria) | Delitto mafioso con matrice politica. Vito Palazzolo è l'esecutore materiale, Gaetano Badalamenti (boss mafioso) viene riconosciuto come uno dei mandanti dell'omicidio. |
| 6 giugno     | Omicidio di Antonio Santoro      | Udine       | Cesare Battisti (PAC) | Antonio Santoro (maresciallo di polizia penitenziaria) | Durante il processo Pietro Mutti, membro dei PAC diventato collaboratore di giustizia, accusò Cesare Battisti di aver direttamente eseguito l'assassinio. |
| 21 giugno    | Omicidio di Antonio Esposito     | Genova      | Riccardo Dura, Adriano Duglio, Francesco Lo Bianco e Luca Nicolotti (Brigate Rosse) | Antonio Esposito (commissario di polizia) | Nel 1984 la Corte d'appello di Genova ha condannato all'ergastolo Francesco Lo Bianco e Luca Nicolotti, mentre Adriano Duglio (diventato collaboratore di giustizia) prese 12 anni. Riccardo Dura, che partecipò all'omicidio, fu ucciso nel 1980 in uno scontro a fuoco.                                                                    |
| 28 settembre | Omicidio di Piero Coggiola       | Torino      | Lorenzo Betassa e Patrizio Peci (Brigate Rosse) | Piero Coggiola (dirigente della Lancia di Chivasso) | Uscito di casa è avvicinato da un giovane che inizia a sparare con una Beretta 7,65 automatica: raggiunto da 12 colpi crolla a terra in un lago di sangue. Muore mezz'ora dopo l'attentato all'ospedale Maria Vittoria per dissanguamento.                                                                                                   |
| 28 settembre | Omicidio di Ivo Zini             | Roma        | Ignoti membri dei NAR | Ivo Zini (PCI) | Due ragazzi in scooter sparano contro due giovani militanti comunisti, Ivo Zini e Vincenzo Di Blasio: il primo, colpito al petto, muore mentre il secondo, colpito alle gambe, rimane ferito. |
| 6 ottobre    | Omicidio di Claudio Miccoli      | Napoli      | Giancarlo De Marco, Rosario Lasdica, Ernesto Nonno, Pietro Romano, Davide Savino e Antonio Todaro (NAR) | Claudio Miccoli (attivista del WWF) | Nel 1981 Ernesto Nonno fu riconosciuto l'esecutore materiale del delitto, mentre Pietro Romano fu condannato per concorso anomalo. Giancarlo De Marco, Rosario Lasdica, Davide Savino e Antonio Todaro sono stati condannati per violenza privata e lesioni.                                                                                 |
| 10 ottobre   | Omicidio di Girolamo Tartaglione | Roma        | Alessio Casimirri, Massimo Cianfanelli, Adriana Faranda e Alvaro Lojacono (Brigate Rosse) | Girolamo Tartaglione (magistrato) | Le Brigate Rosse rivendicarono l'omicidio con un volantino recapitato alla sede romana del Corriere della Sera. |
| 11 ottobre   | Omicidio di Alfredo Paolella     | Napoli      | Sonia Benedetti, Bruno La Ronga, Felice Maresca, Susanna Ronconi e Nicola Solimano (Prima Linea) | Alfredo Paolella (docente universitario) | Meno di un'ora dopo l'assassinio, l'attentato è rivendicato da Prima Linea con una telefonata a Il Mattino, dichiarando anche che nella toilette di un bar di Fuorigrotta è depositato il comunicato di rivendicazione. |
| 3 novembre   | Omicidio di Maurizio Tucci       | Roma        | Guerriglia comunista | Maurizio Tucci (civile) | Ucciso con l'accusa di essere uno spacciatore di droga e un informatore della polizia. |
| 8 novembre   | Omicidio di Giampietro Grandi    | Milano      | Potere proletario armato | Giampietro Grandi (commerciante) | Nel volantino di rivendicazione fu indicato come uno «spacciatore mafioso». |
| 8 novembre   | Strage di Patrica                | Patrica     | Maria Rosanna Biondi, Roberto Capone, Paolo Ceriani Sebregondi e Nicola Valentino (Formazioni comuniste combattenti) | Fedele Calvosa (Procuratore della Repubblica), Luciano Rossi (autista), Giuseppe Pagliei (agente di scorta) e Roberto Capone (Formazioni comuniste combattenti) | Uno degli attentatori, Roberto Capone, rimane ucciso nello scontro a fuoco. |
| 27 novembre  | Omicidio di Saaudi Vaturi        | Roma        | Guerriglia comunista | Saaudi Vaturi (civile) | La rivendicazione dell'omicidio accusa Vaturi di spaccio di droga e sfruttamento di minori. |
| 15 dicembre  | Omicidio di Enrico Donato        | Roma        | Guerriglia comunista | Enrico Donati (civile) | La rivendicazione attribuisce ad un errore l'omicidio e individua il vero bersaglio dell'azione in due spacciatori presenti sul luogo del delitto. |
| 15 dicembre  | Omicidio di Lanza e Porceddu     | Torino      | Secondo Vittimeterrorismo.it Vincenzo Acella, Carmela Cadeddu, Claudia Cadeddu, Prospero Gallinari e Giuseppe Mattioli (Brigate Rosse). Secondo Comune di Torino e L'Unità.it Nadia Ponti, Vincenzo Acella, Raffaele Fiore, Piero Panciarelli | Salvatore Lanza e Salvatore Porceddu (guardie di P.S.) | Prospero Gallinari è condannato all'ergastolo per concorso morale in omicidio. |